# Angelo Alessio
Angelo Alessio (Capaccio, 29 aprile 1965) è un allenatore di calcio ed ex calciatore italiano, di ruolo centrocampista.
Da vice allenatore della Juventus ha conquistato 3 titoli di Serie A e due supercoppe italiane.

## Caratteristiche tecniche
Era un centrocampista duttile che poteva giocare in qualsiasi zona del campo, come ad esempio nel ruolo di seconda punta.

## Carriera

### Giocatore

Alessio all'Avellino nella stagione 1986-1987

Dopo aver iniziato nelle giovanili del Gromola (Capaccio) e nel Solofra, esordisce tra i professionisti in Serie A, con l'Avellino, nel 1984, con cui vince il Torneo Estivo del 1986 segnando 6 gol (doppietta in finale a Benevento del 19 giugno 1986, il primo gol e il terzo, quello decisivo nella sfida col Bari) che gli fruttano il titolo di vicecapocannoniere della manifestazione.
Dopo tre stagioni in biancoverde va alla Juventus, acquistato per 5 miliardi di lire. Veste la casacca bianconera dal 1987 (anno in cui entra nel giro della Nazionale B) al 1992, con parentesi di un anno in prestito al Bologna dove è autore di doppietta alla Juventus il 6 novembre 1988, nella sconfitta interna 4-3, quinta giornata d'andata; e della rete vincente in Bologna-Pescara (1-0) che sancisce la salvezza dei felsinei.
Dopo l'esperienza bianconera veste maglie di Bari (Serie A), Cosenza (Serie B). Nel 1997 torna all'Avellino in Serie C1; qui segna il gol vittoria in rimonta, contro il Palermo, allo stadio Partenio, dopo essere già andato a rete nel turno casalingo del girone eliminatorio della Coppa Italia di Serie C.
Chiude la carriera a Modena, sempre in Serie C1, firmando un gol in 18 gare di campionato.

### Allenatore
Intraprende la carriera di allenatore al Napoli prima come allenatore delle giovanili, poi dal 14 giugno 2002 collaboratore di Franco Colomba e vice di Andrea Agostinelli. Il 21 luglio 2004 diventa tecnico dell'Imolese, dal 22 marzo 2006 allena la Massese, dove porta la squadra alla retrocessione in Serie C2. Il 27 giugno 2007 lascia il club, in quanto la società non lo riconferma. Il 25 febbraio 2008 firma per la SPAL, in serie C2, di cui diventa terzo allenatore in quella stagione. Allenandola dalle ultime nove giornate di campionato: la porta al quarto posto al termine della stagione regolare in Serie C2, piazzamento che vale un posto ai play-off, senza essere riconfermato la stagione successiva.
Dal 25 maggio 2010 è allenatore in seconda del Siena, nello staff di Antonio Conte, che seguirà come vice alla Juventus la stagione successiva. Dopo fine squalifica per calcioscommesse, e persistendo quella di Conte, dal 20 ottobre 2012 siede sulla panchina bianconera prendendo il posto di Massimo Carrera, che li aveva sostituiti entrambi fino a quel momento.
A causa delle dimissioni di Conte dalla Juventus, il 16 luglio 2014 Alessio è esonerato insieme allo staff e il 19 agosto, con la firma di Conte come commissario tecnico della Nazionale A, entra a far parte dello staff azzurro in qualità di assistente.
Il 14 luglio 2016 segue Antonio Conte al Chelsea, divenendo allenatore in seconda. Terminata l’esperienza inglese nell’estate del 2018, il 4 gennaio 2019 Alessio a Sportitalia annuncia la separazione da Conte per intraprendere un percorso in autonomia.
Il 16 giugno 2019 viene annunciato come nuovo allenatore della squadra scozzese del Kilmarnock con cui firma un contratto triennale. Viene esonerato il 17 dicembre, con un bilancio di 6 vittorie, 5 pareggi e 7 sconfitte in 18 partite.
Il 19 maggio 2021 viene annunciato il suo prossimo ingaggio sulla panchina della squadra iraniana dell'Esteghlal Cultural and Athletic Club, ufficialmente come assistente tecnico dell'allenatore Farhad Majidi dato che nel paese mediorientale vige una nuova normativa che vieta l'assunzione di allenatori stranieri.
Dopo venti giorni viene però ufficializzato come nuovo tecnico del Persija, in Indonesia.

## Calcioscommesse
Il 26 luglio 2012 è deferito dalla Procura federale della FIGC nell'ambito dell'inchiesta sportiva sul calcioscommesse, con l'accusa di omessa denuncia in relazione alle partite Novara-Siena 2-2 e AlbinoLeffe-Siena 1-0 del campionato di Serie B 2010-11.
Il 1º agosto la Commissione Disciplinare respinge l'istanza di patteggiamento a 2 mesi e 60 000 euro concordata tra il procuratore Palazzi e i suoi legali. Caduta ogni possibilità di un nuovo accordo tra le parti, il giorno successivo è resa nota la richiesta di 1 anno e 3 mesi di squalifica da parte della Procura federale. Il 10 agosto in primo grado la Disciplinare lo squalifica per 8 mesi. mentre il 22 agosto in secondo grado la squalifica gli è ridotta a 6 mesi. Il 12 ottobre il TNAS riduce la squalifica di Alessio a 2 mesi, che ha visto la scadenza il 15 ottobre.
Il 9 febbraio 2015 la Procura di Cremona termina le indagini e formula per lui e altri indagati le accuse di associazione a delinquere e frode sportiva.
Nonostante la richiesta di 4 mesi di reclusione con pena sospesa da parte dell'accusa, il 16 maggio 2016 viene assolto con rito abbreviato insieme ad Antonio Conte.

## Statistiche

### Presenze e reti nei club
| Stagione        | Squadra         | Campionato      | Campionato | Campionato | Coppe nazionali | Coppe nazionali | Coppe nazionali | Coppe europee | Coppe europee | Coppe europee | Altre coppe | Altre coppe | Altre coppe | Totale | Totale |
| Stagione        | Squadra         | Comp            | Pres       | Reti       | Comp            | Pres            | Reti            | Comp          | Pres          | Reti          | Comp        | Pres        | Reti        | Pres   | Reti   |
| --------------- | --------------- | --------------- | ---------- | ---------- | --------------- | --------------- | --------------- | ------------- | ------------- | ------------- | ----------- | ----------- | ----------- | ------ | ------ |
| 1984-1985       | Avellino        | A               | 1          | 0          | CI              | ?               | ?               | -             | -             | -             | -           | -           | -           | 1+     | 0+     |
| 1985-1986       | Avellino        | A               | 19         | 1          | CI              | 2               | 0               | -             | -             | -             | TE          | 3+          | 6           | 24+    | 7      |
| 1986-1987       | Avellino        | A               | 28         | 6          | CI              | ?               | ?               | -             | -             | -             | -           | -           | -           | 28+    | 6+     |
| 1987-1988       | Juventus        | A               | 27+1       | 2          | CI              | 10              | 1               | CU            | 4             | 3             | -           | -           | -           | 42     | 6      |
| lug.-set. 1988  | Juventus        | A               | 0          | 0          | CI              | 2               | 1               | CU            | 0             | 0             | -           | -           | -           | 2      | 1      |
| 1988-1989       | Bologna         | A               | 29         | 4          | CI              | 0               | 0               | CM            | 4             | 1             | -           | -           | -           | 33     | 5      |
| 1989-1990       | Juventus        | A               | 25         | 3          | CI              | 7               | 1               | CU            | 6             | 0             | -           | -           | -           | 38     | 4      |
| 1990-1991       | Juventus        | A               | 22         | 4          | CI              | 5               | 2               | CdC           | 4             | 1             | SI          | 0           | 0           | 31     | 7      |
| 1991-1992       | Juventus        | A               | 25         | 2          | CI              | 4               | 1               | -             | -             | -             | -           | -           | -           | 29     | 3      |
| Totale Juventus | Totale Juventus | Totale Juventus | 99+1       | 11         |                 | 28              | 6               |               | 14            | 4             |             | 0           | 0           | 142    | 21     |
| 1992-1993       | Bari            | B               | 33         | 8          | CI              | ?               | ?               | -             | -             | -             | -           | -           | -           | 33+    | 8+     |
| 1993-1994       | Bari            | B               | 30         | 4          | CI              | ?               | ?               | -             | -             | -             | -           | -           | -           | 30+    | 4+     |
| 1994-1995       | Bari            | A               | 14         | 0          | CI              | 1               | 0               | -             | -             | -             | -           | -           | -           | 15     | 0      |
| Totale Bari     | Totale Bari     | Totale Bari     | 77         | 12         |                 | 1+              | 0+              |               | -             | -             |             | -           | -           | 78+    | 12+    |
| 1995-1996       | Cosenza         | B               | 24         | 4          | CI              | ?               | ?               | -             | -             | -             | -           | -           | -           | 24+    | 4+     |
| 1996-1997       | Cosenza         | B               | 33         | 11         | CI              | ?               | ?               | -             | -             | -             | -           | -           | -           | 33+    | 11+    |
| Totale Cosenza  | Totale Cosenza  | Totale Cosenza  | 57         | 15         |                 | ?               | ?               |               | -             | -             |             | -           | -           | 57+    | 15+    |
| lug.-ott. 1997  | Avellino        | C1              | 5          | 1          | CI-C            | ?               | ?               | -             | -             | -             | -           | -           | -           | 5+     | 1+     |
| Totale Avellino | Totale Avellino | Totale Avellino | 53         | 8          |                 | 2+              | 0+              |               | -             | -             |             | 3+          | 6           | 58+    | 14+    |
| 1997-1998       | Modena          | C1              | 18         | 1          | CI-C            | ?               | ?               | -             | -             | -             | -           | -           | -           | 18+    | 1+     |
| Totale carriera | Totale carriera | Totale carriera | 333+1      | 51         |                 | 31+             | 6+              |               | 18            | 5             |             | 3+          | 6           | 386+   | 68+    |

### Statistiche da allenatore
Statistiche aggiornate al 15 dicembre 2021.
| Stagione        | Squadra         | Campionato      | Campionato | Campionato | Campionato | Campionato | Coppe nazionali | Coppe nazionali | Coppe nazionali | Coppe nazionali | Coppe nazionali | Coppe continentali | Coppe continentali | Coppe continentali | Coppe continentali | Coppe continentali | Altre coppe | Altre coppe | Altre coppe | Altre coppe | Altre coppe | Totale | Totale | Totale | Totale | % Vittorie |
| Stagione        | Squadra         | Comp            | G          | V          | N          | P          | Comp            | G               | V               | N               | P               | Comp               | G                  | V                  | N                  | P                  | Comp        | G           | V           | N           | P           | G      | V      | N      | P      | %          |
| --------------- | --------------- | --------------- | ---------- | ---------- | ---------- | ---------- | --------------- | --------------- | --------------- | --------------- | --------------- | ------------------ | ------------------ | ------------------ | ------------------ | ------------------ | ----------- | ----------- | ----------- | ----------- | ----------- | ------ | ------ | ------ | ------ | ---------- |
| 2004-2005       | Imolese         | C2              | 38         | 9          | 16         | 13         | CI-C            | 4               | 1               | 0               | 3               | -                  | -                  | -                  | -                  | -                  | -           | -           | -           | -           | -           | 42     | 10     | 16     | 16     | 23,81      |
| mar.-giu. 2006  | Massese         | C1              | 7+2        | 2+1        | 3          | 2+1        | CI+CI-C         | 0               | 0               | 0               | 0               | -                  | -                  | -                  | -                  | -                  | -           | -           | -           | -           | -           | 9      | 3      | 3      | 3      | 33,33      |
| 2006-2007       | Massese         | C1              | 34         | 9          | 14         | 11         | CI-C            | 4               | 2               | 1               | 1               | -                  | -                  | -                  | -                  | -                  | -           | -           | -           | -           | -           | 38     | 11     | 15     | 12     | 28,95      |
| Totale Massese  | Totale Massese  | Totale Massese  | 43         | 12         | 17         | 14         |                 | 4               | 2               | 1               | 1               |                    | -                  | -                  | -                  | -                  |             | -           | -           | -           | -           | 47     | 14     | 18     | 15     | 29,79      |
| feb.-giu. 2008  | SPAL            | C2              | 9+2        | 3+1        | 4          | 2+1        | CI-C            | 0               | 0               | 0               | 0               | -                  | -                  | -                  | -                  | -                  | -           | -           | -           | -           | -           | 11     | 4      | 4      | 3      | 36,36      |
| 2012-2013       | Juventus        | A               | 8          | 5          | 1          | 2          | CI              | 0               | 0               | 0               | 0               | UCL                | 4                  | 3                  | 1                  | 0                  | SI          | 0           | 0           | 0           | 0           | 12     | 8      | 2      | 2      | 66,67      |
| 2019-2020       | Kilmarnock      | SPL             | 18         | 6          | 5          | 6          | SC+CdL          | 0+2             | 0+1             | 0+1             | 0+0             | UEL                | 2                  | 1                  | 0                  | 1                  | -           | -           | -           | -           | -           | 22     | 8      | 6      | 7      | 36,36      |
| 2021-2022       | Persija         | L1              | 20         | 7          | 8          | 5          | CI              | 0               | 0               | 0               | 0               | -                  | 0                  | 0                  | 0                  | 0                  | -           | -           | -           | -           | -           | 20     | 7      | 8      | 5      | 35,00      |
| Totale carriera | Totale carriera | Totale carriera | 136        | 43         | 51         | 42         |                 | 10              | 4               | 2               | 4               |                    | 5                  | 1                  | 1                  | 1                  |             | -           | -           | -           | -           | 151    | 50     | 54     | 47     | 33,11      |

## Palmarès

Alessio festeggia il double continentale juventino della stagione 1989-1990

### Giocatore

#### Club

##### Competizioni nazionali
- Torneo Estivo del 1986: 1

Avellino: 1986
- Coppa Italia: 1

Juventus: 1989-1990

##### Competizioni internazionali
- Coppa UEFA: 1

Juventus: 1989-1990

### Vice Allenatore

#### Club
- Campionato italiano: 3

Juventus: 2011-2012, 2012-2013, 2013-2014
- Supercoppa italiana: 2

Juventus: 2012, 2013